# Sulfur de plom(IV)
|  | Si cerqueu altres usos, vegeu sulfur de plom. |

El sulfur de plom (IV) és un compost químic amb la fórmula Pb S 2. Aquest material es genera per la reacció del sulfur de plom (II) més comú, PbS, amb sofre per sobre de 600 °C i a altes pressions. El PbS 2, igual que el sulfur d'estany (IV) relacionat, SnS 2, cristal·litza en el motiu de iodur de cadmi, la qual cosa indica que s'ha d'assignar al Pb l'estat d'oxidació formal de 4+.
El sulfur de plom (IV) és un semiconductor de tipus p i també és un material termoelèctric.